# Rhodi(III) iodide
Rhodi(III) iodide là một hợp chất vô cơ có công thức hóa học RhI3. Nó là một chất rắn màu đen, không tan trong nước.

## Điều chế
Rhodi(III) iodide có thể được tổng hợp bằng phản ứng của kali iodide trong nước với rhodi(III) bromide.
RhBr3 + 3KI → RhI3 + 3KBr

## Cấu trúc
RhI3 có cấu trúc tinh thể giống AlCl3 và YCl3. Cấu trúc bao gồm các ion iodide và ion rhodi(III) xếp gần nhau theo hệ tinh thể lập phương, lấp đầy một phần ba (⅓) các giao điểm bát diện, tạo thành một lớp.

## Phản ứng
Anion hexaiodorhodat(III), RhI63− trước đây được cho là không thể tạo thành, nhưng sau này đó đã được chứng minh là tồn tại bằng cách khuếch tán RhCl3·3H2O qua một lớp axit iodhydric vào piperazin.

## Hợp chất khác
RhI3 còn tạo một số hợp chất với NH3, như RhI3·3NH3 là tinh thể màu đỏ nâu ít tan trong nước, RhI3·4NH3 (cấu tạo [Rh(NH3)4I2]I) là tinh thể màu đỏ gạch, RhI3·5NH3 (cấu tạo [Rh(NH3)5I]I2) là tinh thể màu vàng nâu hay RhI3·6NH3 là tinh thể bát diện màu vàng nhạt có cấu trúc lục phương, phân hủy ở 185 °C (365 °F; 458 K).